# Josto Maffeo
Josto Maffeo (Nulvi, 14 luglio 1947) è un giornalista e scrittore italiano.

## Biografia
Corrispondente del quotidiano Il Messaggero di Roma per la penisola iberica, con incursioni nel Maghreb e in Francia. Josto Maffeo risiede a Madrid, capitale dalla quale è stato testimone della Transizione e della successiva trasformazione della Spagna.
Ha alle spalle quarant'anni nel giornalismo. E ciò perché la prima volta che pubblicò fu nell'allora quotidiano Gazzetta del Popolo, per poi mantenere collaborazioni con i servizi giornalistici della storica sede Rai di Torino e con altri media.
Negli anni sessanta e settanta prese parte alle prime avventure italiane di radio e Tv libere, embrioni di future reti commerciali alternative al monopolio pubblico. Fu responsabile di programmi radiofonici, soprattutto di alcuni tra i primi contenitori dedicati alla dimensione femminile del mondo; furono spazi che contarono sui primi interventi telefonici, in diretta, con gli ascoltatori. Fu allora che fondò e diresse il mensile e più tardi settimanale Radio-Stampa, pubblicazione specializzata nella comunicazione radiotelevisiva.
Ha inoltre partecipato, fin dalla fondazione, a tutte le edizioni delle Jornadas de Prensa Vasca celebrate presso la Universidad del País Vasco e dirette dal giornalista e docente José Luis Peñalva.
Da oltre trent'anni assiduo nei media spagnoli - stampa, radio e TV - è stato per molti anni segretario generale e presidente del Círculo de Corresponsales Extranjeros in Spagna. Partecipa frequentemente a congressi, seminari e corsi di molte facoltà universitarie, con relazioni, dibattiti e lezioni nelle quali perseguire l'equilibrio tra il rigore delle idee e la distensione nell'esposizione è una sua caratteristica.
Ha avuto spazi in Buenos Días, diretto da Julio César Iglesias in Radio Nacional de España, e per decenni ha analizzato la política e l'attualità nazionale e internazionale con Fermín Bocos ed altri conduttori nello spazio "24 Horas" della stessa emittente pubblica spagnola. Da un decennio partecipa, soprattutto con la sua analisi della stampa, il sabato e la domenica, nel programma di Radio Nacional de España "No es un día cualquiera", diretto da Pepa Fernández.
Ebbe una rubrica denominata La Otra Mirada all'interno di La Mirada Crítica, programma di Telecinco diretto all'inizio da Montserrat Domínguez, poi da Vicente Vallés, María Teresa Campos, Hilario Pino e attualmente Concha García Campoy, dove ha due “finestre” dalle quali condisce l'informazione con l'opinione. Nel TG della stessa rete analizza la stampa e in quella stessa sede, nelle sue peculiari Efemérides, narrò quotidianamente, e a modo suo, gli avvenimenti e i personaggi della Storia e della Cronaca.
È autore completo (sceneggiatura, riprese, montaggio e narrazione) di molti reportages. Soprattutto quelli che raccontano avventure, personaggi ed esperienze del Sahara.
Oltre all'informazione generale dalla Penisola Iberica, per Il Messaggero ha curato molti aspetti relativi alle nuove tecnologie, soprattutto l'informatica, Internet e la telefonia cellulare. Si affaccia spesso nei pomeriggi e nelle notti della radio pubblica italiana, Rai, e nei servizi giornalistici di alcune emittenti TV.
Josto Maffeo è autore e coautore di tre libri di poesia, di uno sull'ambiente del Piemonte e di un altro, il primo allora pubblicato in lingua spagnola, sul GPS. Ha inoltre raccolto e pubblicato alcuni dei suoi momenti alla radio e alla TV ed ha pure curato ampie monografie sulla Spagna e sulle relazioni tra la tecnologia e l'informazione. Nel 2009, per l'editrice spagnola La Esfera de los Libros, ha pubblicato “SAHARA – Un viaje a la sabiduría de las gentes del desierto", decenni di esperienze e di incontri in quell'immensità africana, un libro firmato con la collega Ángeles Blanco, che ha apportato al testo contributi come la visione di "novellina" e alcune percezioni dal punto di vista femminile.
Tra i molteplici riconoscimenti, Josto Maffeo ha ricevuto il premio giornalistico “Asti Europa 2002” e il premio “Paloma... della pace 2003”.
Nel 2008 ha ottenuto il “Premio ComItEs” alla “Solidarietà sociale” per le sue iniziative a favore del prossimo, soprattutto nel "suo" Sahara, dove Maffeo ha montato ospedali da campo nei quali hanno ricevuto cure centinaia di uomini, donne e bambini. Molti nomadi, grazie a queste sue azioni, sono stati operati in pieno deserto ed hanno recuperato la vista.
Alcuni dei suoi articoli hanno ispirato un lavoro teatrale e multimediale sceneggiato e diretto da Enzo Celone, autore italiano e aiuto regista di Federico Fellini.
Maffeo non lo hai mai ammesso, ma la rivista statunitense "Time" e il programma Rai "Mixer", di Giovanni Minoli, tra gli altri, gli hanno attribuito un flirt giovanile con Sonia Gandhi, allora Sonia Maino. La sua vecchia amicizia con l'attuale politica italo-indiana è citata nelle prime righe di "Pasión India", best seller dello scrittore spagnolo Javier Moro.

## Premi e riconoscimenti
- Premio Asti Europa 2002 (Asti, 16/11/2002)[7]
- Premio Paloma della pace 2003 (Roma, 28/04/2003)
- Premio ComItEs a ia Solidaridad (Madrid, 12/12/2008) "per le sue iniziative solidali a favore del prossimo, soprattutto tra i nomadi del "suo" deserto del Sahara[8]
- SAMUR - Protección Civil de Madrid (Madrid, 26/06/2015) "per le sue attività di presa di coscienza sociale a favore della medicina di urgenza ed emergenza"[9]